# Summer of ’69
Summer of ’69 (englisch für „Sommer ’69“) ist einer der bekanntesten Hits des kanadischen Rocksängers und Komponisten Bryan Adams. Das mit Jim Vallance geschriebene Lied stammt aus dem Jahr 1984 und wurde auf dem Album Reckless veröffentlicht. Als Single erschien es im Juni 1985.

## Musik und Text
Geschrieben wurde der Song von Bryan Adams und Jim Vallance. Adams veröffentlichte das Lied auf dem Album Reckless. Im Lied erinnert sich der Ich-Erzähler der Gegenwart an seine Jugendzeit, als er seine erste Gitarre kaufte, seine erste Band gründete und die Liebe zu seiner Freundin entdeckte. Nach der Aussage im Lied stellt dies die beste Zeit seines Lebens dar, in die er vorbehaltlos zurückkehren würde, wenn er es könnte.
2001 bestätigte Adams in einem Interview jedoch, dass der Text überhaupt nicht authentisch sei. Adams selbst war im Sommer 1969 schließlich erst neun Jahre alt. Der Text beziehe sich nicht auf das Jahr 1969. Er deutete stattdessen an, dass er sich auf die sexuelle Stellung Neunundsechzig bezog.
Unterstrichen wird diese Aussage des Autors auch dadurch, dass er am Ende des Liedes singt: "me and my baby in a 69".
Co-Autor Jim Vallance sagte, Adams’ Ansichten, wie das Lied entstanden war, seien berechtigt, aber er selbst, Vallance, erinnere sich anders.
Die Textstelle „Jimmy quit/Jody got married“ erinnert an zwei seiner ehemaligen Bandkollegen. Gemeint sind Schlagzeuger Jim Wesley, der 1981 aus der Band ausstieg, da er überzeugt war, als Teppichverkäufer mehr Geld zu verdienen, und Jody Perpick, der als Tourneemanager und Tontechniker weiter für Adams aktiv ist.

## Kommerzieller Erfolg

### Chartplatzierungen
| ChartsChartplatzierungen       | Höchstplatzierung | Wochen |
| ------------------------------ | ----------------- | ------ |
| Deutschland (GfK)              | 62 (7 Wo.)        | 7      |
| Österreich (Ö3)                | 17 (12 Wo.)       | 12     |
| Vereinigte Staaten (Billboard) | 5 (17 Wo.)        | 17     |
| Vereinigtes Königreich (OCC)   | 42 (16 Wo.)       | 16     |

| ChartsJahrescharts (1985)      | Platzierung |
| ------------------------------ | ----------- |
| Vereinigte Staaten (Billboard) | 74          |

| ChartsJahrescharts (2023)    | Platzierung |
| ---------------------------- | ----------- |
| Vereinigtes Königreich (OCC) | 98          |

| ChartsJahrescharts (2024)    | Platzierung |
| ---------------------------- | ----------- |
| Vereinigtes Königreich (OCC) | 91          |

### Auszeichnungen für Musikverkäufe
| Land/Region                  | Auszeichnungen für Musikverkäufe (Land/Region, Auszeichnung, Verkäufe) | Verkäufe  |
| ---------------------------- | ---------------------------------------------------------------------- | --------- |
| Australien (ARIA)            | 8× Platin                                                              | 560.000   |
| Dänemark (IFPI)              | 3× Platin                                                              | 270.000   |
| Deutschland (BVMI)           | 3× Gold                                                                | 750.000   |
| Italien (FIMI)               | Platin                                                                 | 100.000   |
| Neuseeland (RMNZ)            | 7× Platin                                                              | 210.000   |
| Spanien (Promusicae)         | Platin                                                                 | 60.000    |
| Vereinigtes Königreich (BPI) | 5× Platin                                                              | 3.000.000 |
| Insgesamt                    | 1× Gold · 26× Platin ·                                                 | 4.950.000 |

Hauptartikel: Bryan Adams/Auszeichnungen für Musikverkäufe

### Auszeichnungen für Musikstreaming
| Land/Region     | Auszeichnungen für Musikverkäufe (Land/Region, Auszeichnung, Verkäufe) | Verkäufe |
| --------------- | ---------------------------------------------------------------------- | -------- |
| Dänemark (IFPI) | Gold                                                                   | 900.000  |
| Insgesamt       | 1× Gold ·                                                              | 900.000  |

Hauptartikel: Bryan Adams/Auszeichnungen für Musikverkäufe

## Coverversionen
Das Lied wurde im Jahr 2015 von Julia Zahra gecovert. Weitere bekannte Coverversionen sind die der Punkrock-Bands MxPx, Green Day und Dr. Evil. Es folgten Versionen des deutschen Techno-Projekts Topmodelz, Mega Mania und DJ Ötzi.

## Trivia
Der Song kam 2004 in einer von Hörern gewählten Hitparade von SWR1, bei der Frauen und Männer getrennt abstimmen konnten, bei den Frauen auf Platz eins. In der entsprechenden Männerhitparade belegte er Platz zehn.